# Andrzej Kazimierz Banach
Andrzej Kazimierz Banach (ur. 14 stycznia 1944 w Nowym Sączu, zm. 7 kwietnia 2019 w Krakowie) – polski historyk nauki i wychowania XVI–XX w., profesor nauk humanistycznych, profesor Uniwersytetu Jagiellońskiego, dziekan Wydziału Historycznego UJ.
Autor ok. 140 publikacji, m.in.: Szkolnictwo polskie dla wychodźców z Galicji i Bukowiny w monarchii austro-węgierskiej w czasach I wojny światowej (1993); Kariery zawodowe studentów Uniwersytetu Jagiellońskiego pochodzenia chłopskiego z lat 1860/1861–1917/1918, za którą w maju 2010 uhonorowany został Nagrodą Krakowska Książka Miesiąca przyznawaną przez Śródmiejski Ośrodek Kultury w Krakowie.
W 2001 powołany przez Senat UJ na redaktora naczelnego Kroniki Uniwersytetu Jagiellońskiego, wydawnictwa ogólnouniwersyteckiego ukazującego się drukiem od 1887. Członek Kapituły Nagrody im. prof. Wacława Felczaka i Henryka Wereszyckiego, członek Oddziału Krakowskiego Polskiego Towarzystwa Historycznego oraz Towarzystwa Przyjaciół Nauk w Przemyślu.
Był promotorem w kilku przewodach doktorskich. Wśród jego uczniów był m.in. Tomasz Pudłocki.
Syn Jana i Antoniny. Pochowany na cmentarzu Batowickim w Krakowie (kw. CCCXXV-1-26).